# Olympische Winterspiele 1984/Teilnehmer (Argentinien)
| Gelbes Symbol für Goldmedaillen mit stilisierten Olympischen Ringen | Graues Symbol für Silbermedaillen mit stilisierten Olympischen Ringen | Braundes Symbol für Bronzemedaillen mit stilisierten Olympischen Ringen |
| ------------------------------------------------------------------- | --------------------------------------------------------------------- | ----------------------------------------------------------------------- |
| —                                                                   | —                                                                     | —                                                                       |

Argentinien nahm an den Olympischen Winterspielen 1984 in Sarajevo mit einer Delegation von 18 Athleten (13 Männer, 5 Frauen) teil.

## Teilnehmer nach Sportarten

### Biathlon
Herren:
- Víctor Figueroa
10 km: 61. Platz
20 km: 55. Platz
- Luis Ríos
10 km: 60. Platz
20 km: 58. Platz
- Oscar di Lovera
10 km: 59. Platz

### Ski Alpin
| Damen: - Gabriela Angaut Riesenslalom: 40. Platz Slalom: DSQ - Magdalena Birkner Riesenslalom: 39. Platz Slalom: 18. Platz - Geraldina Bobbio Riesenslalom: 41. Platz - Teresa Bustamante Abfahrt: 30. Platz Riesenslalom: 36. Platz Slalom: DNF - Magdalena Saint Antonin Slalom: DNF | Herren: - Américo Astete Abfahrt: 54. Platz Slalom: DNF - Jorge Raúl Birkner Cogan Abfahrt: 45. Platz Riesenslalom: 46. Platz Slalom: 22. Platz - Fernando Enevoldsen Riesenslalom: 47. Platz Slalom: DSQ - Enrique de Ridder Abfahrt: 53. Platz Riesenslalom: 52. Platz - Nicolas van Ditmar Abfahrt: 49. Platz Riesenslalom: DNF Slalom: 24. Platz |

### Ski Nordisch

#### Langlauf
Herren:
- Alejandro Baratta
30 km: 68. Platz
4 × 10 km: 16. Platz
- Ricardo Holler
15 km: 75. Platz
30 km: 67. Platz
50 km: 50. Platz
4 × 10 km: 16. Platz
- Julio César Moreschi
15 km: 73. Platz
4 × 10 km: 16. Platz
- Martín Pearson
15 km: 76. Platz
- Norberto von Baumann
15 km: 72. Platz
4 × 10 km: 16. Platz